# Hyperspace (film)
Hyperspace, conosciuto anche con il titolo Gremloids, è un film di fantascienza di Todd Durham del 1984.